# Fayenza egipcia

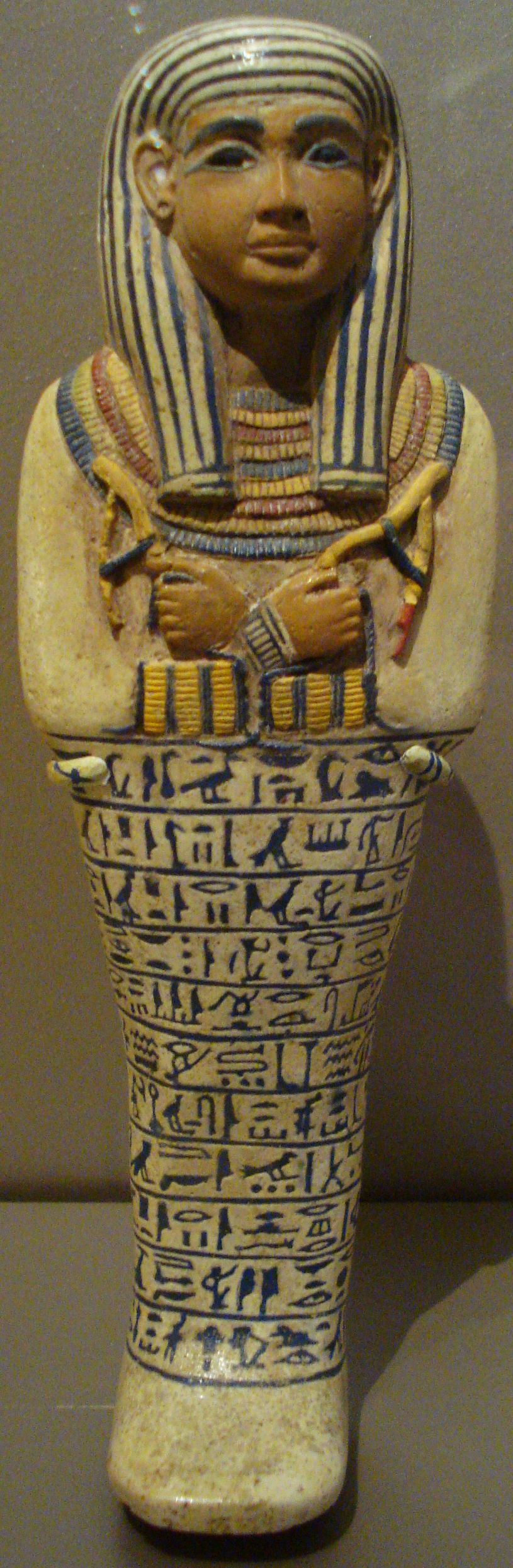
Fayenza egipcia ushebti de Lady Sati. Nuevo Reino, dinastía XVIII, reinado de Amenhotep III, c. 1390-1352 a. C. Posiblemente de Saqqara

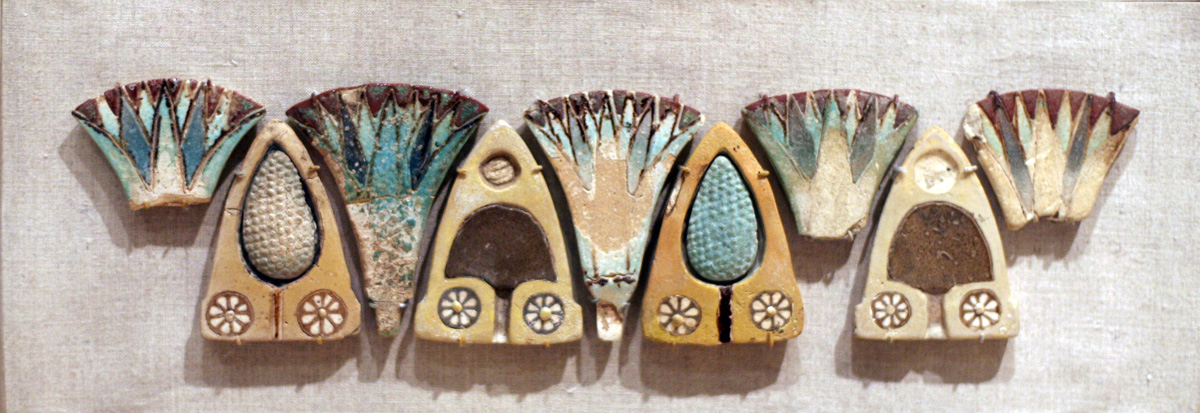
Friso de azulejos con loto y uvas

La fayenza egipcia es una cerámica de cuarzo  sinterizado que presenta una vitrificación de superficie que crea un brillo  de varios colores, siendo el más común el azul-verde. Definido como un «material hecho de cuarzo en polvo cubierto con una verdadera capa vítrea, generalmente en un vidrio isotrópico azul o verde transparente», la loza se distingue del compuesto cristalino azul egipcio. La loza es considerablemente más porosa que el vidrio propiamente dicho. Puede ser moldeado en moldes para crear vasijas, joyas y objetos decorativos. Aunque contiene los principales constituyentes del vidrio, como son sílice y cal, pero no arcilla hasta periodos tardíos, la loza es frecuentemente discutida en estudios de la cerámica antigua, ya que en términos estilísticos e histórico-artísticos los objetos hechos de ella se acercan más a los estilos de cerámica que al vidrio del antiguo Egipto.

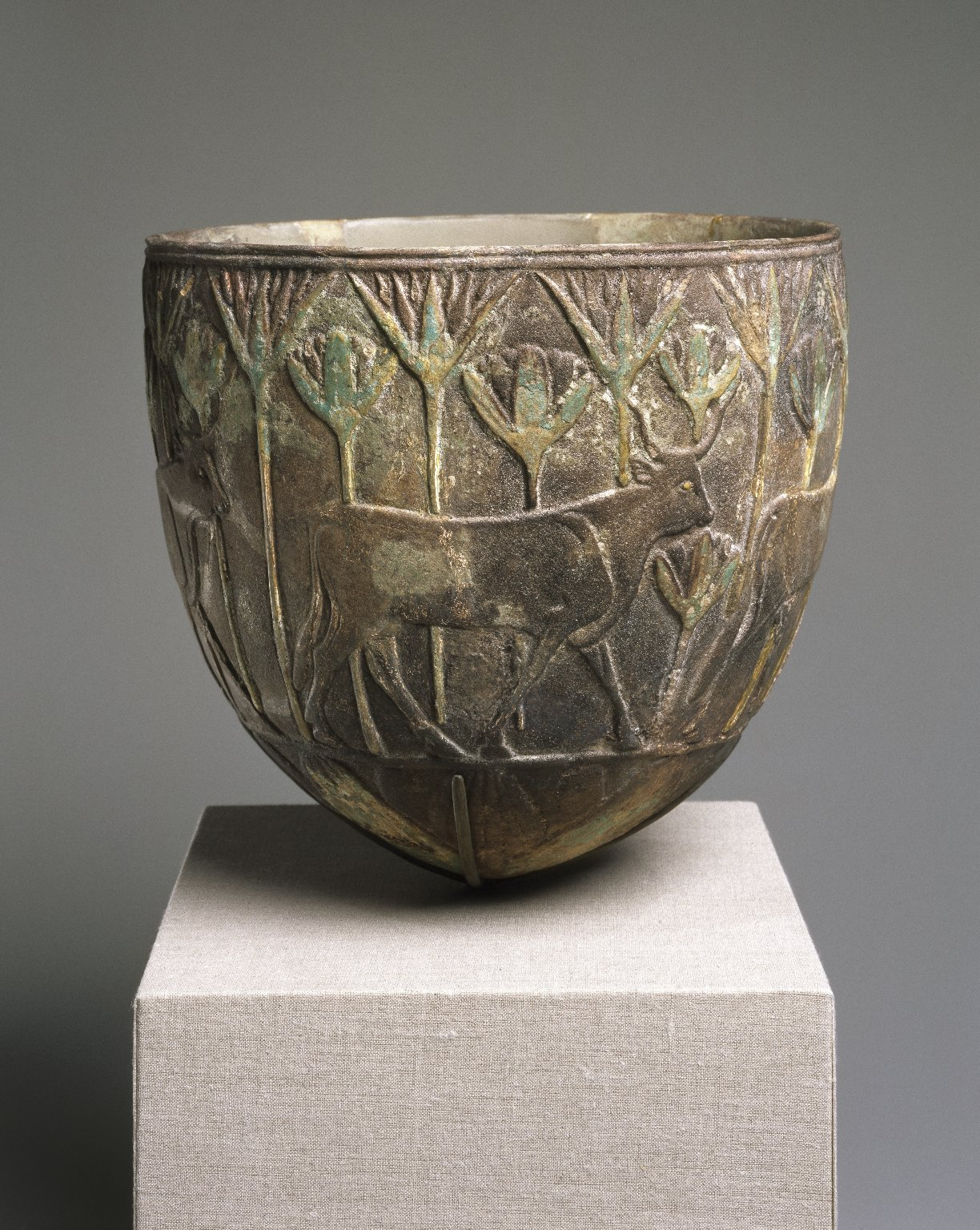
Vasija de loza con procesión de cuatro toros, ca. 775-653 a. C. Museo de Brooklyn

La loza egipcia fue muy utilizada para objetos pequeños, desde cuentas hasta pequeñas estatuas, y se encuentra tanto en contextos de élite como populares. Era el material más común para los escarabajos y otras formas de amuletos y figuras ushabti, y se utilizaba en la mayoría de las formas de la joyería egipcia antigua, ya que el esmalte lo hacía suave contra la piel. Sus aplicaciones más importantes incluían tazas y cuencos, y azulejos de pared, utilizados principalmente para los templos. Las conocidas figuras azules de un hipopótamo, colocadas en las tumbas de los oficiales, pueden llegar a tener hasta 20 cm de longitud, acercándose al tamaño máximo práctico para la loza, aunque el Museo Victoria y Alberto de Londres tiene un cetro de loza de 215,9 centímetros (85,0 pulgadas) de Egipto fechado entre 1427 y 1400 a. C.

## Alcance del término

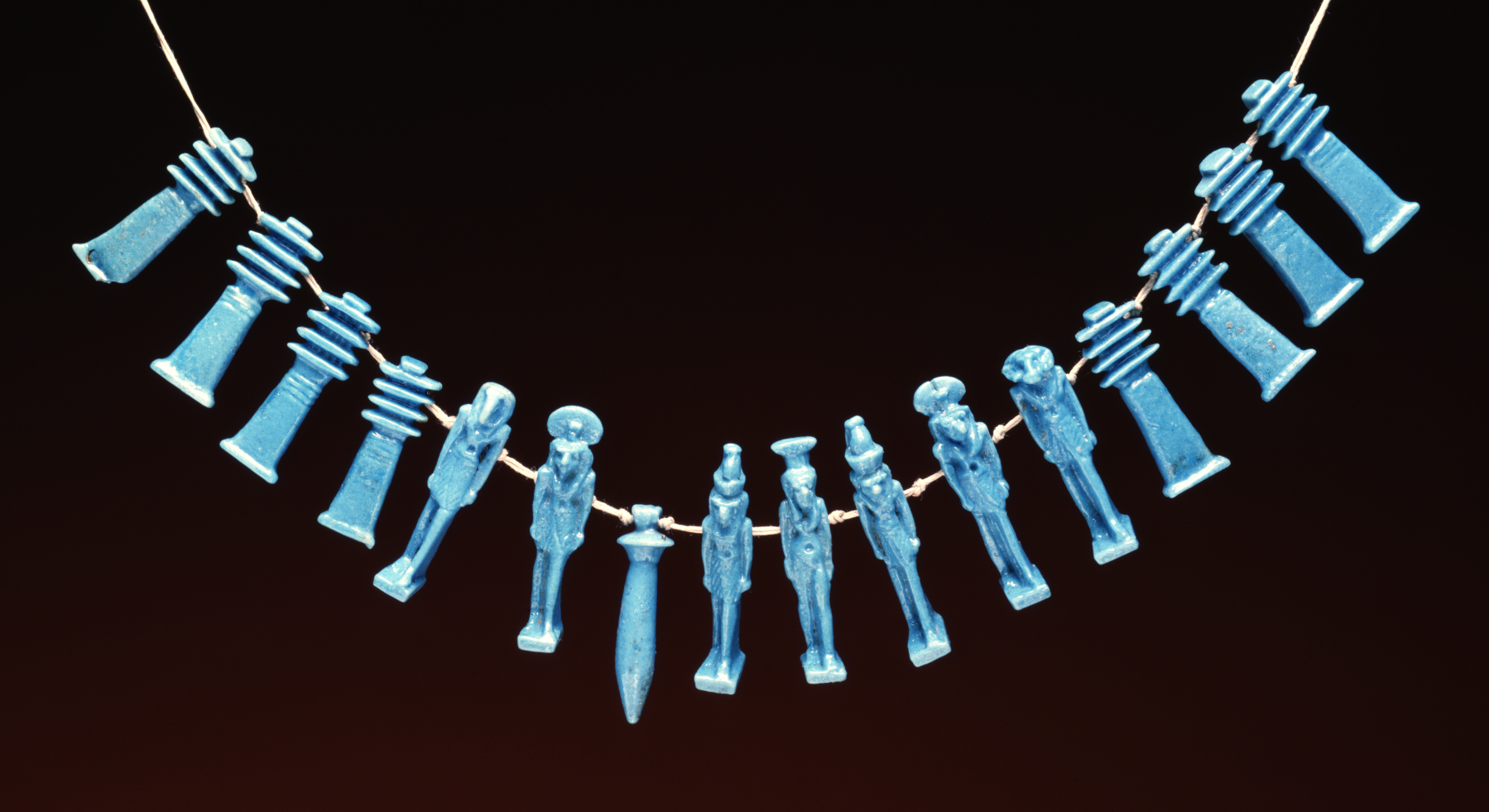
Grupo de 16 amuletos encadenados como un collar, en el típico azul brillante de loza, período tardío

Se llama «loza egipcia» para distinguirla de la loza, la cerámica vidriada de estaño asociada a Faenza en el norte de Italia. La loza egipcia se exportó ampliamente en el mundo antiguo y se fabricó localmente en muchos lugares, y se encuentra en Mesopotamia, alrededor del Mediterráneo y en el norte de Europa hasta en Escocia. El término se utiliza para el material dondequiera que se haya hecho y los análisis científicos modernos son a menudo la única manera de establecer la procedencia de objetos simples como las cuentas muy comunes.
Por lo tanto, el término es insatisfactorio en varios aspectos, aunque claro en el contexto del Antiguo Egipto, y es cada vez más rechazado en los usos museísticos y arqueológicos. El Museo Británico llama ahora a este material "composición vidriada", con la siguiente nota en el recuadro de "información" de su base de datos de colecciones en línea:

El término se utiliza para los objetos con un cuerpo hecho de granos de cuarzo finamente pulverizados fusionados con pequeñas cantidades de álcali y/o cal por medio de un calentamiento parcial. Los cuerpos suelen ser incoloros, pero las impurezas naturales les dan un tono marrón o grisáceo. También se pueden añadir colorantes para darle un color artificial. Se puede modelar a mano, tirar o moldear, y se endurece con la cocción. Este material se utiliza en el contexto de la cerámica islámica, donde se describe como pasta de piedra (o frita). La composición del vidriado se relaciona con el vidrio, pero éste se forma al fundir completamente los ingredientes en un líquido fundido a alta temperatura. Este material también se conoce popularmente como loza en los contextos del antiguo Egipto y el antiguo Cercano Oriente. Sin embargo, es un nombre equivocado, ya que estos objetos no tienen relación con las vasijas de cerámica vidriada fabricadas en Faenza, de las que deriva el término faience. Otros autores utilizan los términos cuarzo sinterizado, frita esmaltada, frita, composición, azul egipcio, pasta o (en el siglo XIX) incluso porcelana, aunque los dos últimos términos son muy inapropiados ya que también describen las imitaciones de gemas y un tipo de cerámica. La frita es técnicamente un fundente.

## Introducción

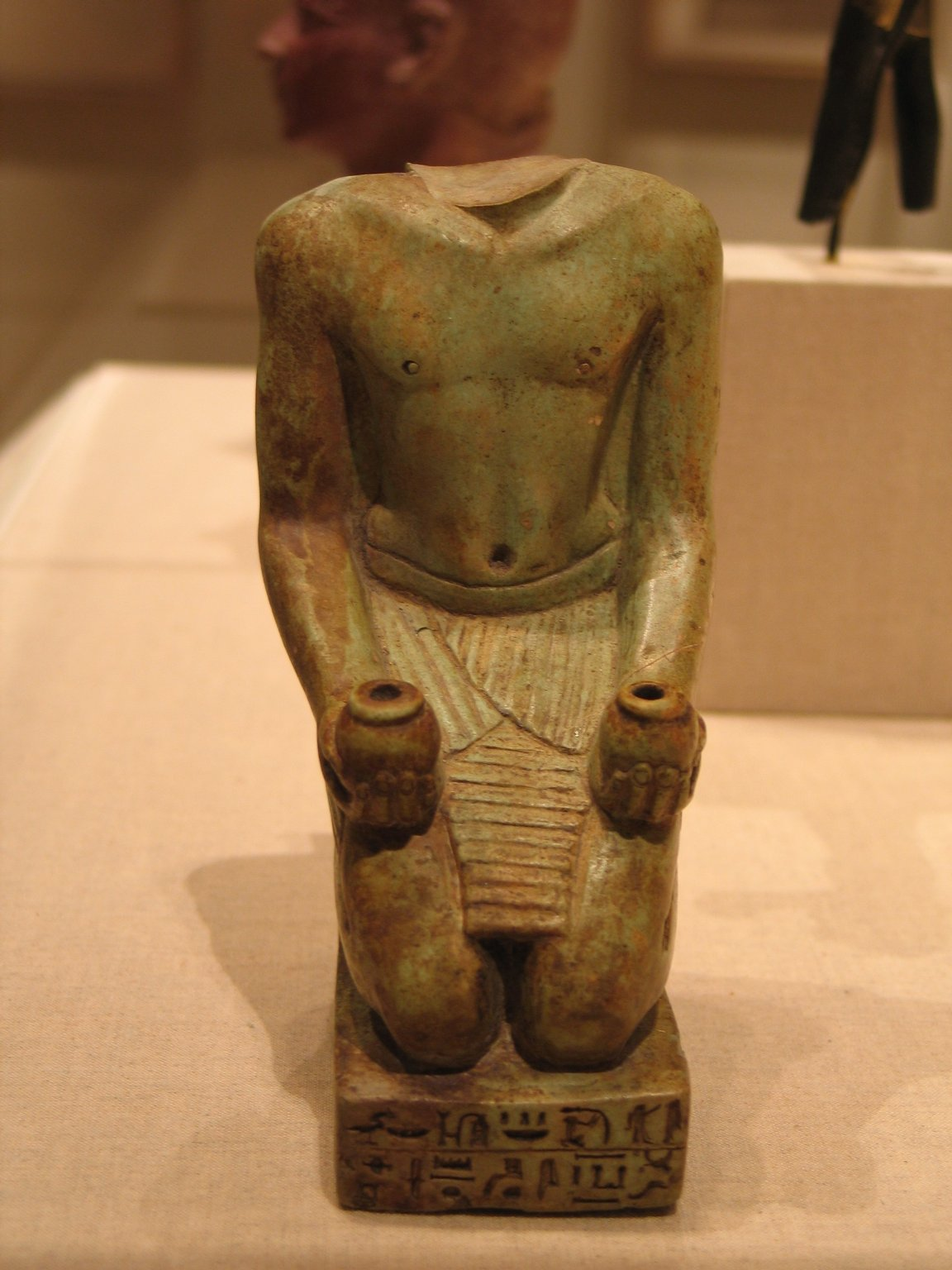
Estatua arrodillada de Nesbanebdjedet, ca. 755-730 a. C., ahora de 13,8 cm de altura

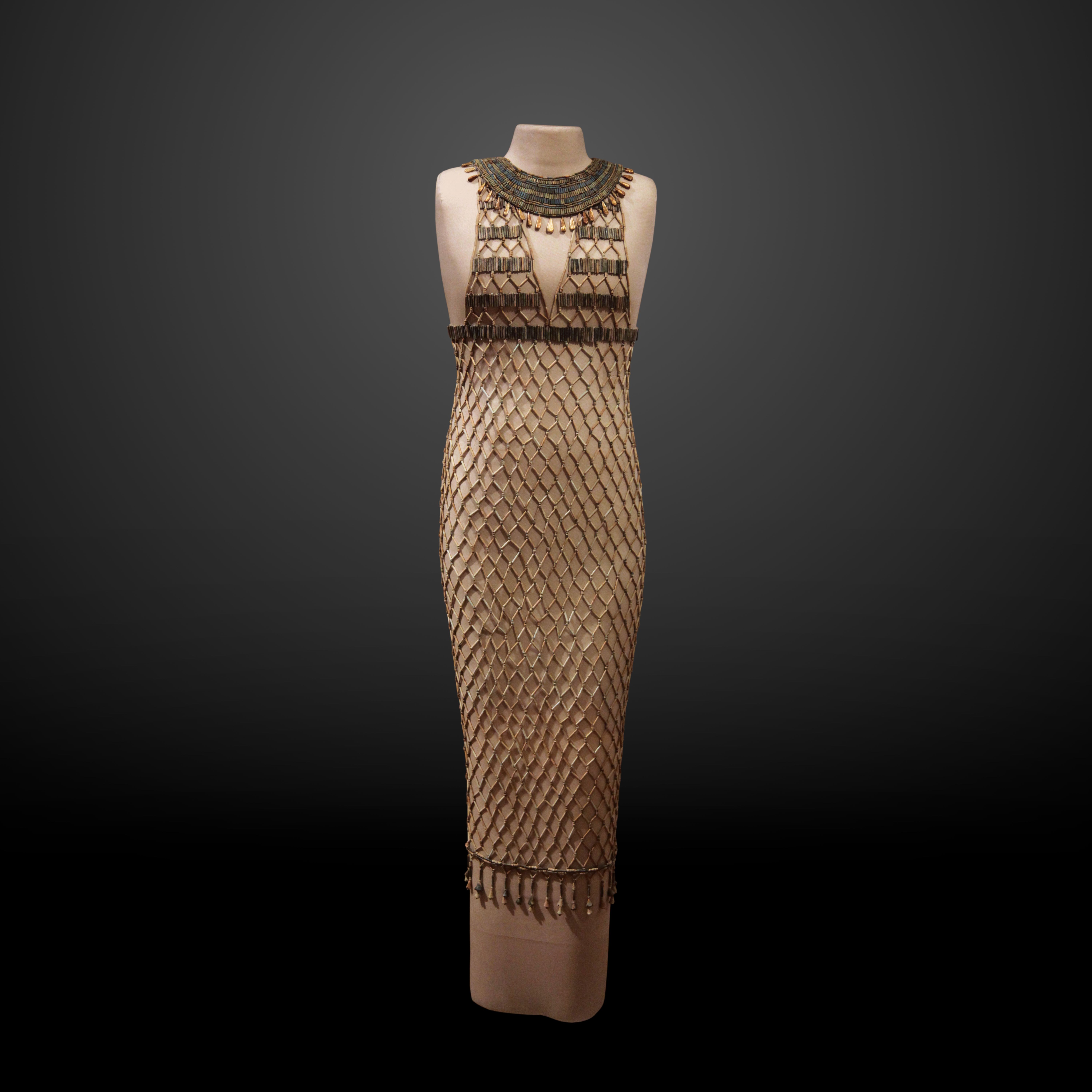
Vestido de rejilla con cuentas de loza egipcia que data de la Cuarta Dinastía de Egipto

Desde el inicio de la loza en el registro arqueológico del Antiguo Egipto, los colores elegidos de los esmaltes variaban dentro de una gama de tonos verde-azulados. Esmaltados en estos colores, la loza se percibía como un sustituto de los materiales azul-verdoso como la turquesa, encontrada en la Península del Sinaí, y el lapislázuli de Afganistán. Según el arqueólogo David Frederick Grose, la búsqueda de imitar las piedras preciosas "explica por qué la mayoría de los primeros vidrios son opacos y de colores brillantes" y que el color azul más profundo que imita el lapislázuli era probablemente el más buscado. Ya en las tumbas predinásticas de Naqada, Badar, el-Amrah, Matmar, Harageh, Avadiyedh y El-Gerzeh, se encuentran cuentas de esteatita vidriada y loza asociadas a estas piedras semipreciosas. La asociación de loza con la turquesa y el lapislázuli se hace aún más evidente en el papiro funerario de Quennou, que le da el título de director de la supervisión de la fabricación de loza, utilizando la palabra que significa estrictamente lapislázuli, que por el Nuevo Reino también había llegado a referirse al "sustituto", loza. El simbolismo incrustado en el vidriado azul podía recordar tanto al Nilo, las aguas del cielo y el hogar de los dioses, mientras que el verde podía evocar imágenes de regeneración, renacimiento y vegetación.

### Relación con la industria del cobre egipcia
El descubrimiento del vidriado de loza se ha asociado provisionalmente con la industria del cobre: en la fabricación de pigmentos de loza se encuentran escamas de bronce y productos de corrosión de objetos de cobre con plomo. Sin embargo, aunque la probabilidad de que los guijarros de cuarzo vidriado se desarrollen accidentalmente en trazas en los hornos de fundición de cobre a partir de la ceniza de cobre y madera es alta, las regiones en las que se originan estos procesos no coinciden.

### Relación con la industria del vidrio egipcia
Aunque parece que en Egipto no se producía intencionadamente ningún vidrio antes de la  XVIII dinastía (ya que el establecimiento de la fabricación de vidrio se atribuye generalmente al reinado de Tutmosis III), es probable que la loza, la frita y el vidrio se fabricaran todos a proximidad o en el mismo complejo de talleres, ya que la evolución de una industria se refleja en otras.Esta estrecha relación se refleja en la prominente similitud de las formulaciones del esmalte de loza y las composiciones contemporáneas de vidrio. A pesar de las diferencias en la pirotecnia del vidrio y la loza, ya que la loza se trabaja en frío, las pruebas arqueológicas sugieren que la producción de vidrio y loza del Nuevo Reino se llevó a cabo en los mismos talleres.

## Producción

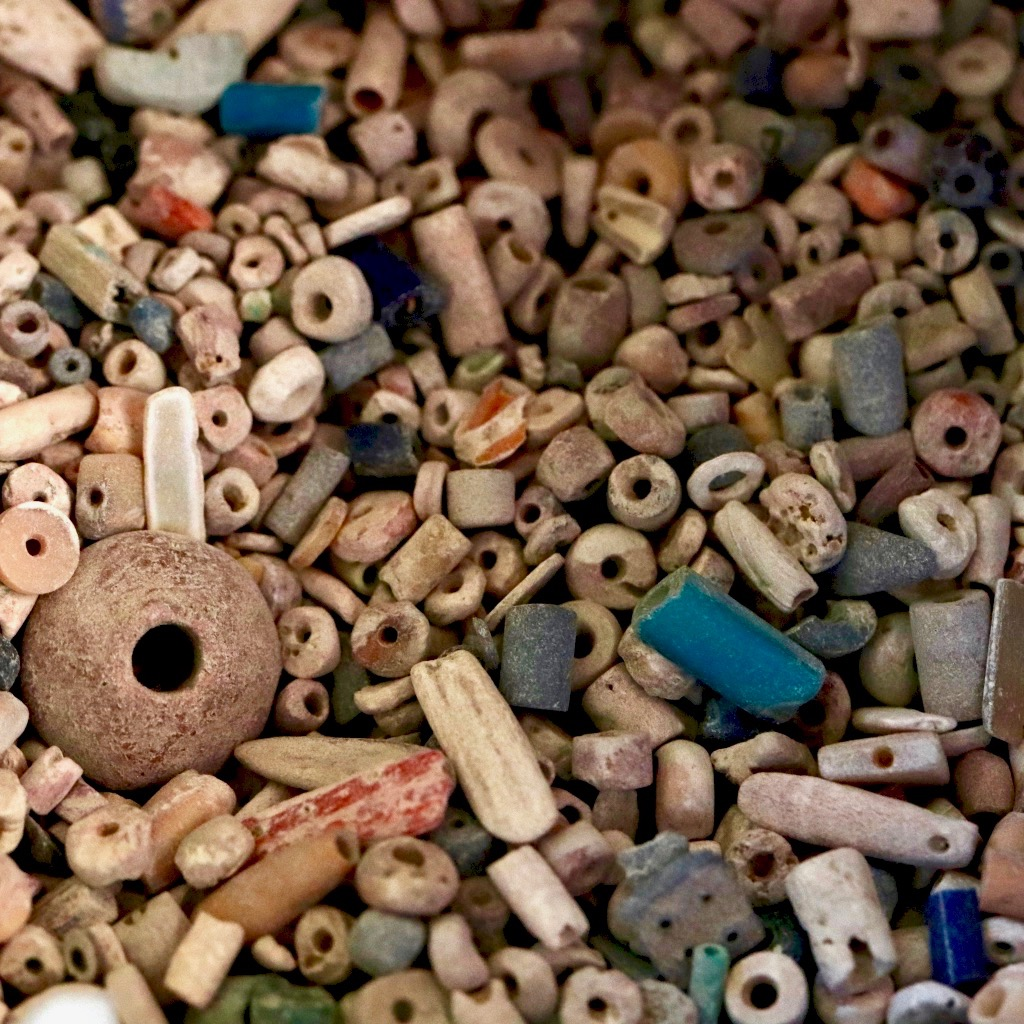
Surtido de cuentas egipcias de loza

### Composición típica y acceso a las materias primas
La loza ha sido definida como la primera cerámica de alta tecnología, para enfatizar su estatus de medio artificial, convirtiéndola efectivamente en una piedra preciosa. La loza egipcia es una cerámica no arcillosa compuesta de cuarzo o arena triturada, con pequeñas cantidades de calcita y una mezcla de álcalis, mostrando una vitrificación de la superficie debido al esmalte de sílice de cal sodada que a menudo contiene pigmentos de cobre para crear un brillante brillo azul-verde. Aunque en la mayoría de los casos los minerales domésticos parecen haber proporcionado la mayor parte de los pigmentos minerales, las pruebas sugieren que durante los periodos de prosperidad se importaban materias primas que no estaban disponibles localmente, como el plomo y el cobre. La ceniza vegetal, procedente de plantas "halófitas" (tolerantes a la sal) típicas de las zonas secas y marinas, fue la principal fuente de álcalis hasta el periodo Ptolemaico, cuando los álcalis basados en el natrón sustituyeron casi por completo a la fuente anterior. Aunque la composición química de los materiales de loza varía con el tiempo y según el estado del taller, también como causa del cambio de accesibilidad de las materias primas, la constitución material del esmalte es en todo momento coherente con la versión generalmente aceptada de los esmaltes de loza.
.

### Tecnología de trabajo de la loza
La mezcla típica de loza es  tixotrópica, es decir, es gruesa al principio y luego blanda y fluye cuando comienza a formarse. Esta propiedad, junto con la angularidad de las partículas de sílice, explica los asentamientos arenosos que se forman cuando el material se humedece, lo que hace que la loza sea un material difícil de sostener una forma. Si se presiona demasiado vigorosamente, este material resistirá el flujo hasta que ceda y se agriete, debido a su limitada deformación plástica y a su bajo límite de elasticidad.

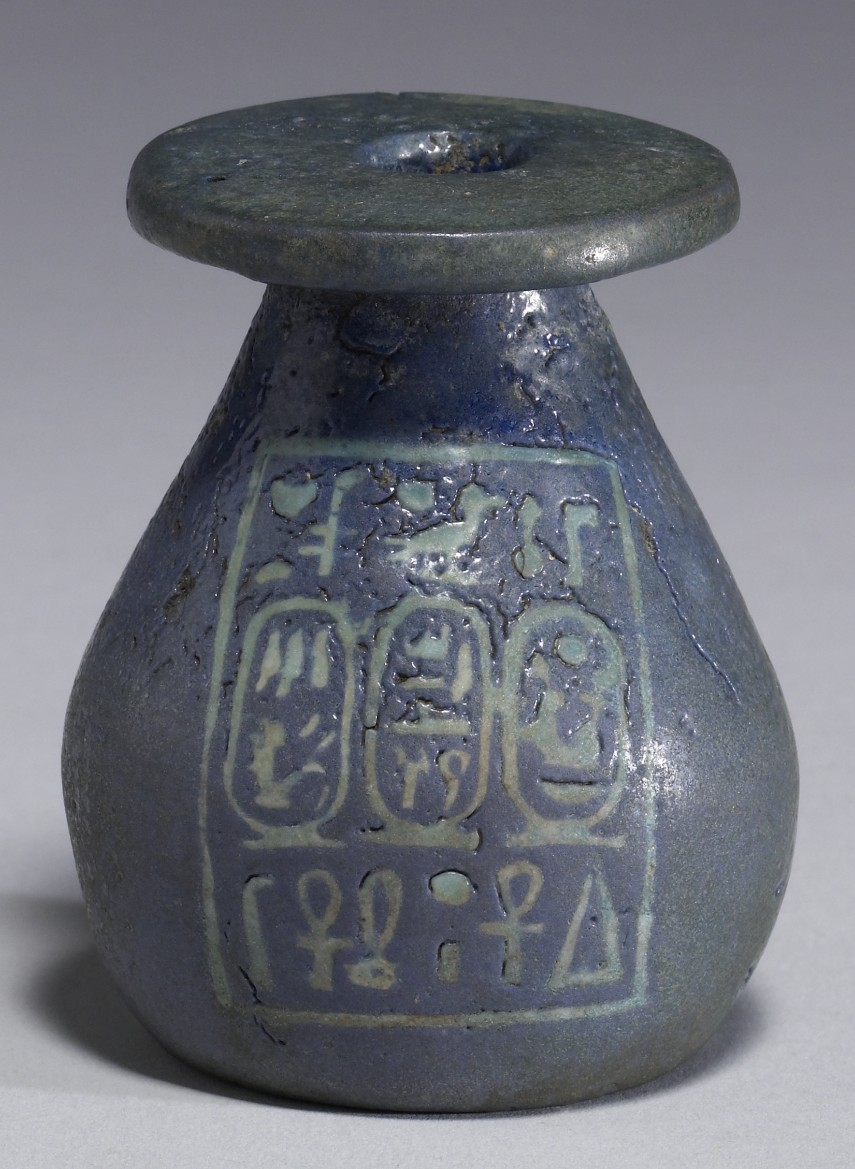
Este recipiente de loza del reinado de Amenhotep III exhibe dos tonos de azul diferentes que se pueden lograr agregando pigmentos de cobalto y cobre a la pasta de loza. Museo de Arte Walters, Baltimore

### Tecnología de fijación de la masa
Se ha sugerido un número de posibles agentes aglutinantes, entre los que se encuentran la goma arábiga, la arcilla, la cal, la clara de huevo y la resina, para ayudar en el proceso de aglutinación. Aunque se han encontrado trazas de arcilla en la mayoría de los azulejos faraónicos, los experimentos de reconstrucción mostraron que la arcilla, las gomas orgánicas o la cal, aunque mejoraban con éxito el rendimiento del trabajo en húmedo, no lograban mejorar la resistencia de los azulejos a la cocción o demostraban que la goma era demasiado pegajosa para la eliminación de los objetos de sus moldes. El uso de álcalis como aglutinantes, en forma de natrón o ceniza vegetal, produjo resultados adecuados en los experimentos. El vidrio pulverizado o el material  sinterizado de composición similar también podría mejorar la resistencia al fuego de los cuerpos de loza: las composiciones de tales vidrios son, de hecho, comparables a las composiciones publicadas de vidrio New Kingdom.

### Tecnología de trabajo de la masa
Se ha planteado la hipótesis de tres métodos para dar forma al cuerpo de los objetos de loza: el modelado, el moldeado y la abrasión, siendo el último el que se utiliza conjuntamente con los dos primeros. El modelado, el raspado y el rectificado son las técnicas más utilizadas en épocas anteriores, como se representa en las cualidades materiales de los objetos de loza  predinástica y  protodinástica. La fabricación de cuentas predinásticas es esencialmente una tecnología fría, más parecida al trabajo de la piedra que al del vidrio: se modela una forma general de loza, posiblemente libre formada a mano, y luego se perforan agujeros para crear cuentas.
En el Reino Medio, las técnicas empleadas son el moldeado y la formación sobre un núcleo, a veces en conjunción con capas intermedias entre el esmalte y el cuerpo. La loza marmolizada, resultante del trabajo de cuerpos de loza de diferentes colores juntos, para producir un cuerpo adherente uniforme, también aparece en este periodo. Hacia el final del  Reino Medio aparecen las técnicas de incisión, incrustación y resistencia, que se irán popularizando progresivamente hacia el  Nuevo Reino. En el Nuevo Reino se producen cuentas, amuletos y anillos para los dedos mediante una combinación de técnicas de modelado y moldeado. En este periodo se crean detalles escultóricos utilizando incrustaciones de loza de diferentes colores o raspando el cuerpo para revelar la capa intermedia blanca en relieve. El moldeo se aplicó por primera vez a la fabricación de loza en el Reino Medio formando un modelo de un objeto, o empleando una pieza de loza terminada, imprimiéndola en arcilla húmeda, y más tarde cociendo la arcilla para crear un molde duradero. La pasta de loza se podía presionar en el molde y, tras secarse, se trabajaba de nuevo mediante la abrasión de la superficie antes de la cocción. Los moldes podían facilitar la producción en masa de objetos de loza como anillos de amuletos e incrustaciones, como lo demuestran los varios miles de pequeños moldes de arcilla de cara abierta excavados en Tell el Amarna.

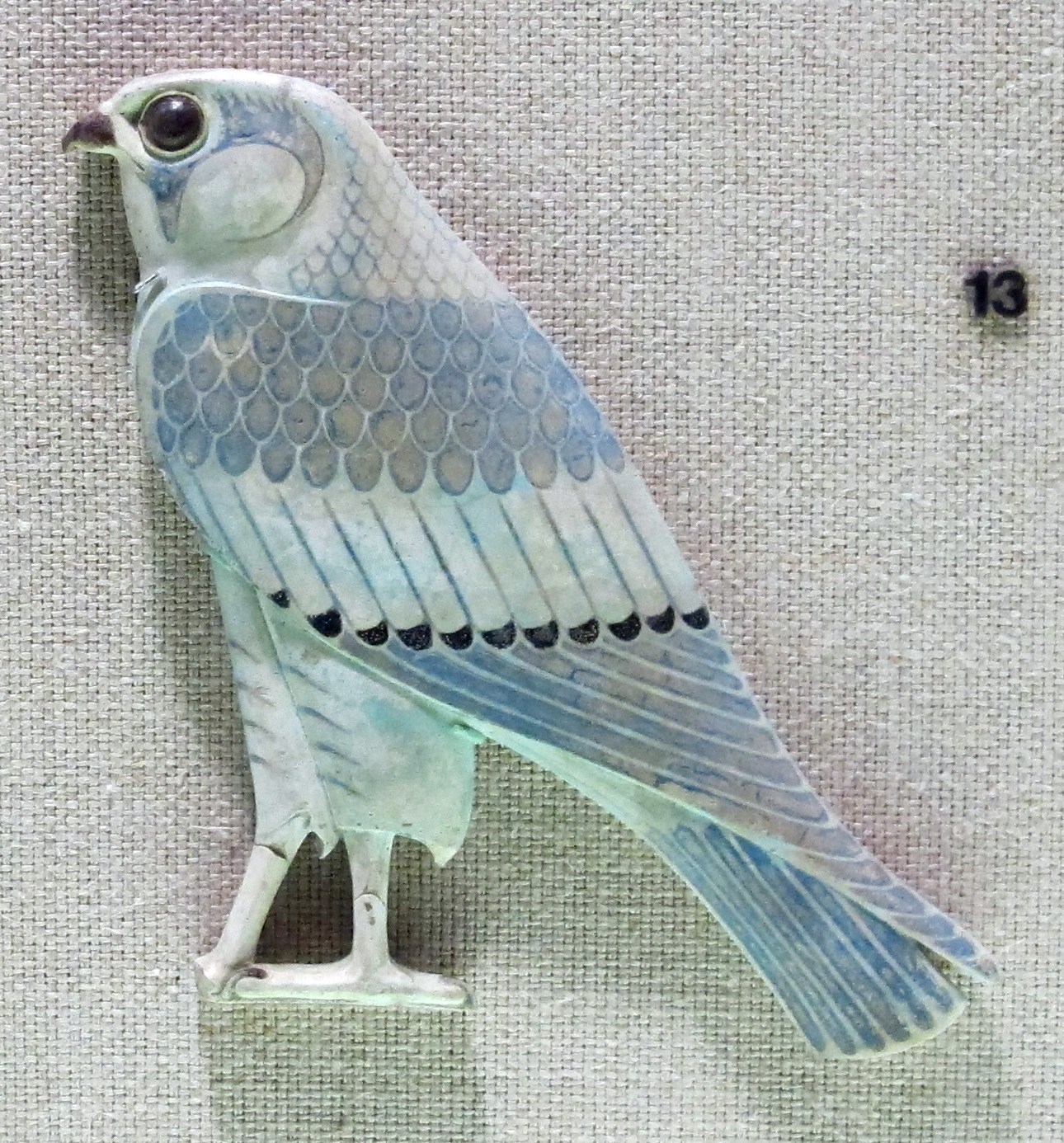
Halcón, período ptolemaico, 13,5 cm de altura, véase el texto

El lanzamiento de ruedas, posiblemente a partir del Nuevo Reino, se establece con certeza en el periodo grecorromano, cuando parece que se añadieron grandes cantidades de arcilla al cuerpo de loza.  Debido a la limitada plasticidad de la loza, lo que dificulta enormemente el lanzamiento, se observa en el registro arqueológico un aumento progresivo de arcilla en los cuerpos de loza que culmina en los cuerpos de cuarzo, arcilla y frita de vidrio de la época islámica.
La loza ptolemaica y romana tiende a diferenciarse tipológica y tecnológicamente del material anterior: se caracteriza por el uso generalizado de la moldura y el alto relieve en las vasijas. Un grupo de figuras de divinidades y halcones muy inusual y finamente realizadas en el Metropolitan Museum of Art de Nueva York, que aparentemente representan jeroglíficos que son elementos de una inscripción real, quizás de un santuario de madera, está decorado en forma de champlevé (típica técnica de esmalte sobre metal). Las depresiones del cuerpo de la loza se rellenaron con "pastas vítreas" coloreadas y se volvieron a pulir.

## Tecnología de esmaltado
La tecnología del esmaltado de un cuerpo silíceo con un esmalte de sílice sodocálcico emplea varios métodos descubiertos a lo largo del tiempo: aplicación, eflorescencia y esmaltado de cementación.

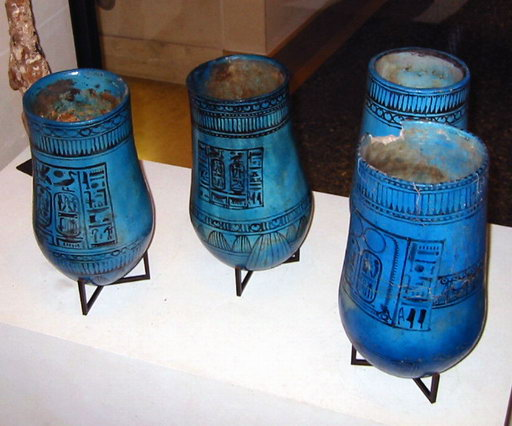
Jarrones probablemente utilizados para el funeral de Ramsés II

### Aplicación de esmaltado
En el método de aplicación, que anteriormente se suponía que era el único utilizado para el acristalamiento de vajillas, el sílice, la cal y los álcalis se muelen en estado bruto hasta un tamaño de partícula pequeño, mezclándose así en agua para formar una lechada que luego se aplica al núcleo de cuarzo. La fricción parcial de la lechada favorece las primeras etapas de vitrificación, lo que a su vez reduce la temperatura de cocción final. La lechada puede aplicarse después al cuerpo, mediante cepillado o inmersión, para crear un recubrimiento fino y polvoriento.  Tras la cocción, el agua del esmalte de fusión se difunde parcialmente en el cuerpo de arena, sinterizando las partículas de cuarzo y creando así algunos puentes sólidos en el cuerpo.

### Esmaltado de eflorescencia
En el proceso de auto-esmaltado de la eflorescencia, los materiales de esmaltado, en forma de sales alcalinas solubles en agua, se mezclan con el cuarzo crudo triturado del núcleo del objeto. A medida que el agua del cuerpo se evapora, las sales migran a la superficie del objeto para recristalizarse, creando una superficie delgada, que se esmalta al cocer.

## Tecnología de los acristalamientos
La tecnología del esmaltado de un cuerpo silíceo con un esmalte de sílice sodocálcico emplea varios métodos descubiertos a lo largo del tiempo: aplicación, eflorescencia y esmaltado de cementación.

### Aplicación de acristalamiento
En el método de aplicación, que anteriormente se suponía que era el único utilizado para el acristalamiento de vajillas, el sílice, la cal y los álcalis se muelen en estado bruto hasta un tamaño de partícula pequeño, mezclándose así en agua para formar una lechada que luego se aplica al núcleo de cuarzo. La fricción parcial de la lechada favorece las primeras etapas de vitrificación, lo que a su vez reduce la temperatura de cocción final. La lechada puede aplicarse después al cuerpo, mediante cepillado o inmersión, para crear un recubrimiento fino y polvoriento. Tras la cocción, el agua del esmalte de fusión se difunde parcialmente en el cuerpo de arena, sinterizando las partículas de cuarzo y creando así algunos puentes sólidos en el cuerpo.

### Vidriado de eflorescencia
En el proceso de auto-esmaltado de la eflorescencia, los materiales de esmaltado, en forma de sales alcalinas solubles en agua, se mezclan con el cuarzo crudo triturado del núcleo del objeto. A medida que el agua del cuerpo se evapora, las sales migran a la superficie del objeto para recristalizarse, creando una superficie delgada, que se esmalta al cocer.

### Acristalado de cementación

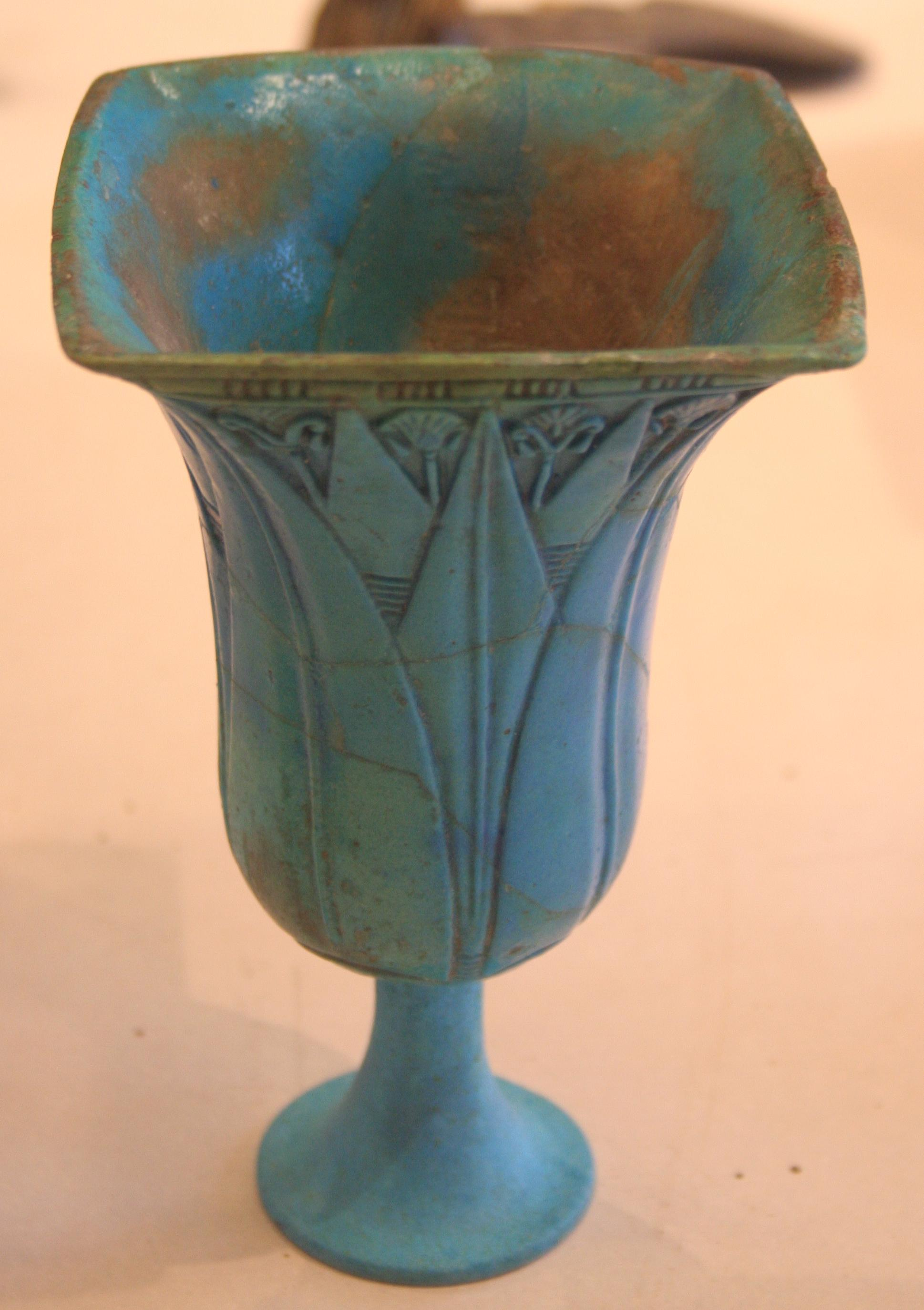
Copa con decoración de loto, 14.4 cm de altura

El vidriado de cementación, una técnica descubierta en el Reino Medio, es también una técnica de autovidriado[10]. La posibilidad de que exista el vidriado de cementación, también conocida como "técnica de Qom", se produjo a raíz de la observación de este método en uso en la aldea de "Qom", en Irán, en la década de 1960. En este método, el artefacto, mientras está enterrado en un polvo de vidriado con un alto contenido de fundente, se calienta dentro de un recipiente, lo que provoca la fusión del objeto con el cemento. Durante la cocción, el fundente migra al cuarzo y se combina con él para formar un recubrimiento vítreo.

### Técnicas alternativas
Se ha sugerido una reacción de glaseado al vapor similar al glaseado con sal, como un proceso de glaseado alternativo. En este proceso, la vaporización o disociación de las sales conduce al transporte de vapor a través del polvo envolvente hasta el cuerpo de cuarzo donde se forma el esmalte.

### Reconocimiento de las técnicas de esmaltado
Aunque las composiciones de los esmaltes varían regional y cronológicamente, dependiendo de la formación del cuerpo y del proceso de esmaltado empleado, los objetos producidos con las diferentes técnicas de esmaltado no muestran variaciones químicas de diagnóstico inmediato en sus composiciones. El reconocimiento de las diferentes técnicas de esmaltado, a través de observaciones microscópicas del grado de sinterización y de la fase vítrea del cuerpo de cuarzo, también es ambiguo. Por ejemplo, los objetos con esmaltes aplicados y los que pueden haber sido esmaltados por eflorescencia tienen rasgos característicos superpuestos. Los criterios propuestos a continuación están sujetos a variaciones causadas por el aumento de la concentración de flujo, las temperaturas de cocción y el tiempo a temperaturas máximas.
- Reconocimiento del esmalte de aplicación- Macroscópicamente, los esmaltes aplicados varían de grosor a través del cuerpo, mostrando esmaltes más gruesos en las bases.[27] Las huellas de los soportes del horno, así como la característica tendencia a correr y gotear que conduce a la acumulación, pueden indicar la orientación del objeto durante la cocción.[14] En las observaciones de gran aumento, la frontera de la interfaz entre el cuerpo y el esmalte parece bien definida.[14] La ausencia de vidrio intersticial en el núcleo es característica de la aplicación del esmalte: sin embargo, la posibilidad de añadir mezcla de esmaltes al cuerpo de arena de cuarzo, así como el uso de esmaltes prefundidos en periodos posteriores, puede aumentar previsiblemente el grado de sinterización del núcleo.[21][27]

- Reconocimiento de la cementación- Los objetos esmaltados por cementación presentan un esmalte fino y uniforme en todo el cuerpo, sin marcas de secado o cocción, y representan un cuerpo bastante friable y suave.[23][27]  Microscópicamente, la concentración de cobre disminuye característicamente desde la superficie: la capa de interacción es fina y bien definida y el vidrio intersticial está ausente, con excepción de la proximidad de la capa límite.[14][27]

- Reconocimiento del vidriado por eflorescencia - Las piezas vidriadas por eflorescencia pueden mostrar rastros de marcas de soporte: el vidriado parece grueso y propenso a agrietarse, adelgazándose hacia el borde de la pieza y en zonas  cóncavas.[27] En gran aumento el vidrio intersticial es extenso; las sales no reaccionadas que no han alcanzado la superficie se acumulan en el núcleo, creando puentes entre las partículas de cuarzo.[27]

## Tipologías
Figura de hipopótamo para una tumba, Reino Medio
Se ha acumulado una extensa literatura que intenta explicar el procesamiento de la loza egipcia y desarrollar una tipología adecuada que abarque tanto las opciones tecnológicas como las variaciones químicas de los cuerpos de loza. El color del cuerpo, la densidad y el brillo proporcionaron la base de la primera tipología desarrollada para la loza: Lucas y Harris propusieron siete variantes que todavía permiten al arqueólogo distinguir los objetos de loza durante la clasificación en el campo.

### Clasificación de las variantes corporales
La mayoría de las siete variantes introducidas por Lucas no reconocen la tecnología de acristalamiento utilizada ni sugieren las opciones estilísticas y tecnológicas incorporadas en la fabricación de un objeto de loza. Sin embargo, la variante A describe un producto tecnológicamente único y como tal sigue siendo aplicable: tiene un subesmalte finamente molido que consiste en partículas de cuarzo en una matriz de vidrio, a menudo revelado por incisiones o depresiones cortadas en el esmalte superpuesto. La loza vítrea, variante E, no presenta una capa exterior distinta del interior, por lo que se ha sugerido que el término "loza" es un término equivocado y se ha aconsejado el nombre alternativo de "vidrio imperfecto".  En cuanto a los especímenes de la variante F, Lucas sugiere el uso de vidrios de plomo, aunque parece que nunca se practicó este tipo de vidrios en el Antiguo Egipto.

## Pruebas del taller

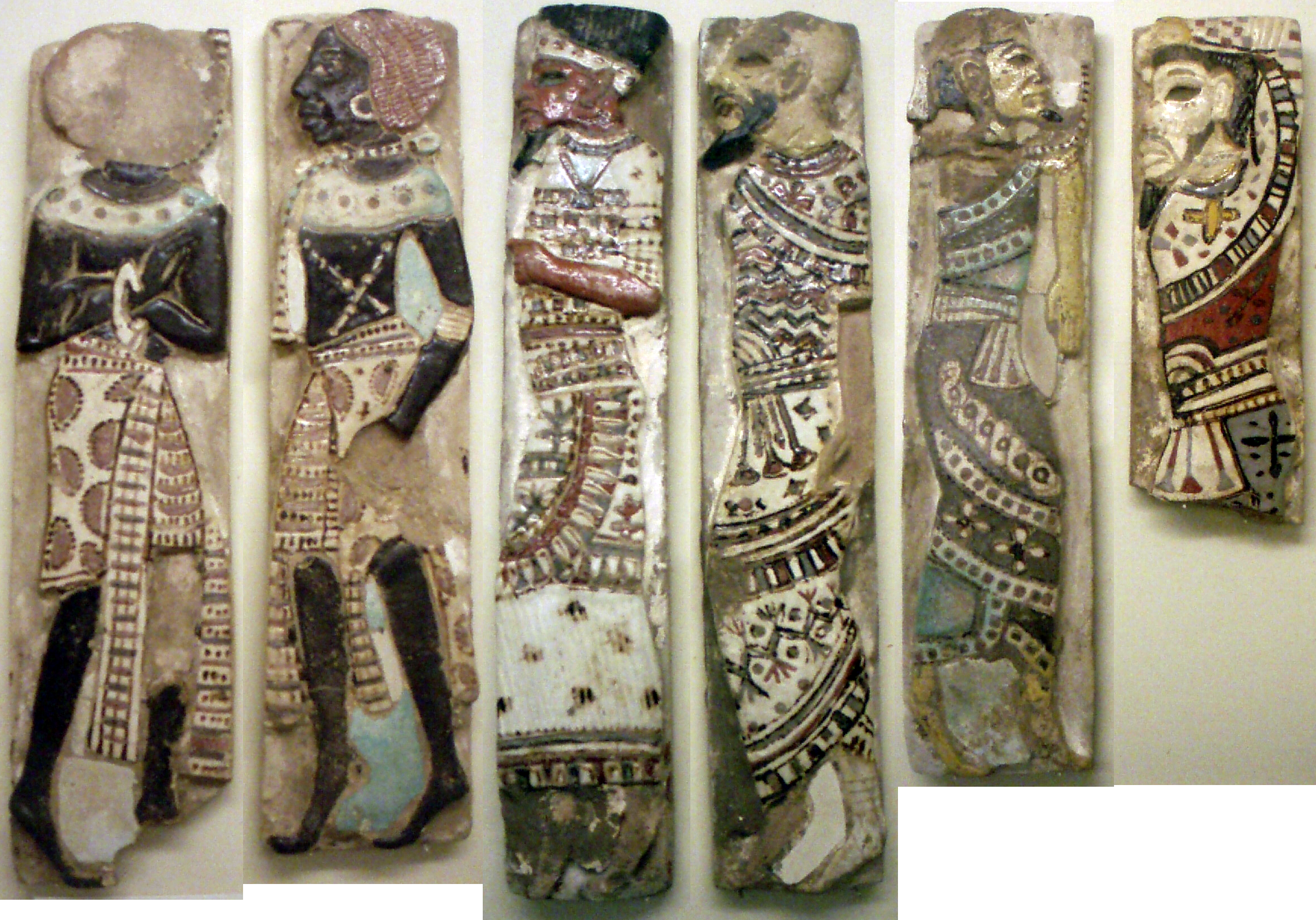
Azulejos de prisioneros de Ramesses III: Figuras de incrustaciones, loza y cristal, de "los enemigos tradicionales del Antiguo Egipto" de un palacio real de Ramsés III (1182-1151 a. C.), en el Museo de Bellas Artes de Boston. De izquierda a derecha: 2 nubios, filisteos, amorreos, sirios, hititas

Las excavaciones dirigidas por Petrie en Tell-Amarna y Naucratis han reportado el hallazgo de pruebas de taller. Nicholson explica, sin embargo, que mientras que una estructura parecida a un horno cuadrado en Amarna puede estar relacionada con la producción de loza, Petrie no encontró ningún horno de loza real en el sitio. Lucas documentó un gran número de moldes en el área del palacio de Amenhotep III, en Qantir de las dinastías 19-20 y en el área del palacio de Naucratis, también descrita en diferentes fuentes como fábrica de escarabajos y loza. Sin embargo, al no haber pruebas arqueológicas cuidadosamente documentadas sobre la naturaleza de las fábricas de loza, no hay información directa sobre el proceso de vidriado.
Aunque las recientes excavaciones en los sitios arqueológicos de Abydos y Amarna han complementado nuestro conocimiento de la antigua producción de loza obtenida de los sitios excavados anteriormente de Lisht, Memphis y Naukratis, la diferenciación de los hornos de vidrio de los hornos de loza sigue siendo problemática. Los experimentos de replicación, usando hornos modernos y réplicas de pastas de loza, indican que la loza se hornea en el rango de 800-1000°.

## Uso actual
Varios ceramistas están experimentando con loza egipcia, aunque algunas de las composiciones solo tienen un parecido pasajero con las fórmulas originales egipcias. También se ha producido recientemente un interés por el uso de la loza egipcia en la tecnología de impresión 3D.

## Galería de imágenes

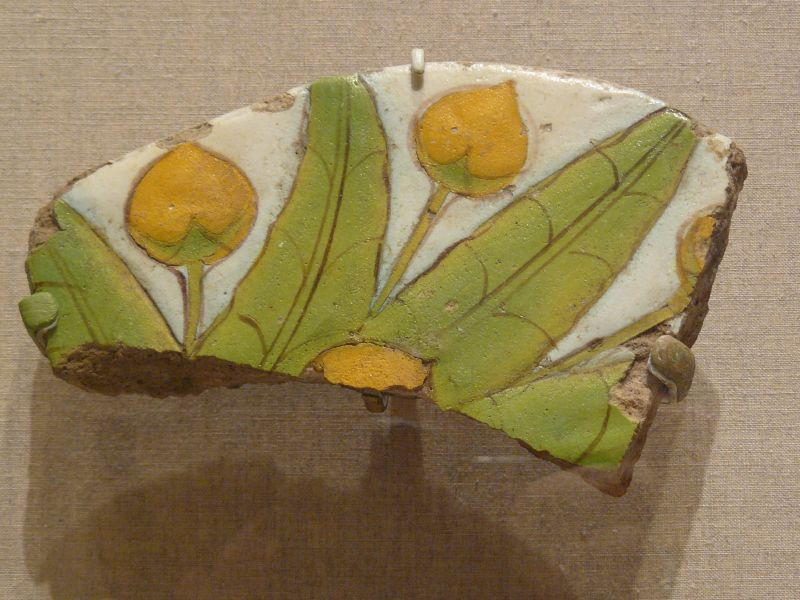
Incrustación o fragmento de mosaico
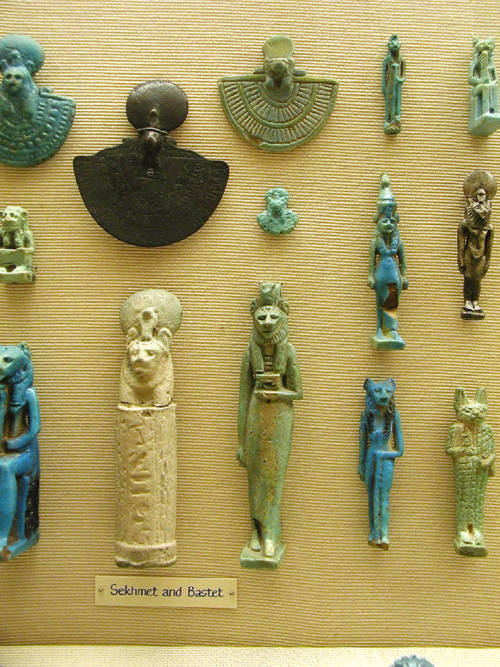
Selección de amuletos de Sekhmet y Bastet.
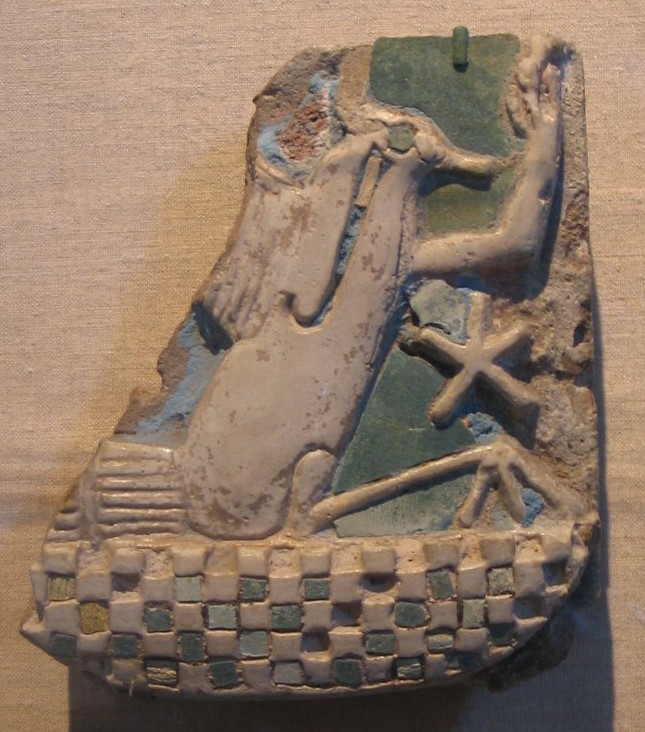
ca. 1539-1070 a. C., 33.578, Museo de Brooklyn . Azulejo de loza con incrustaciones con acertijo, "Todas las personas del mundo adorando". Probablemente de un palacio de Ramsés II o III. Altura: 11,5 cm.
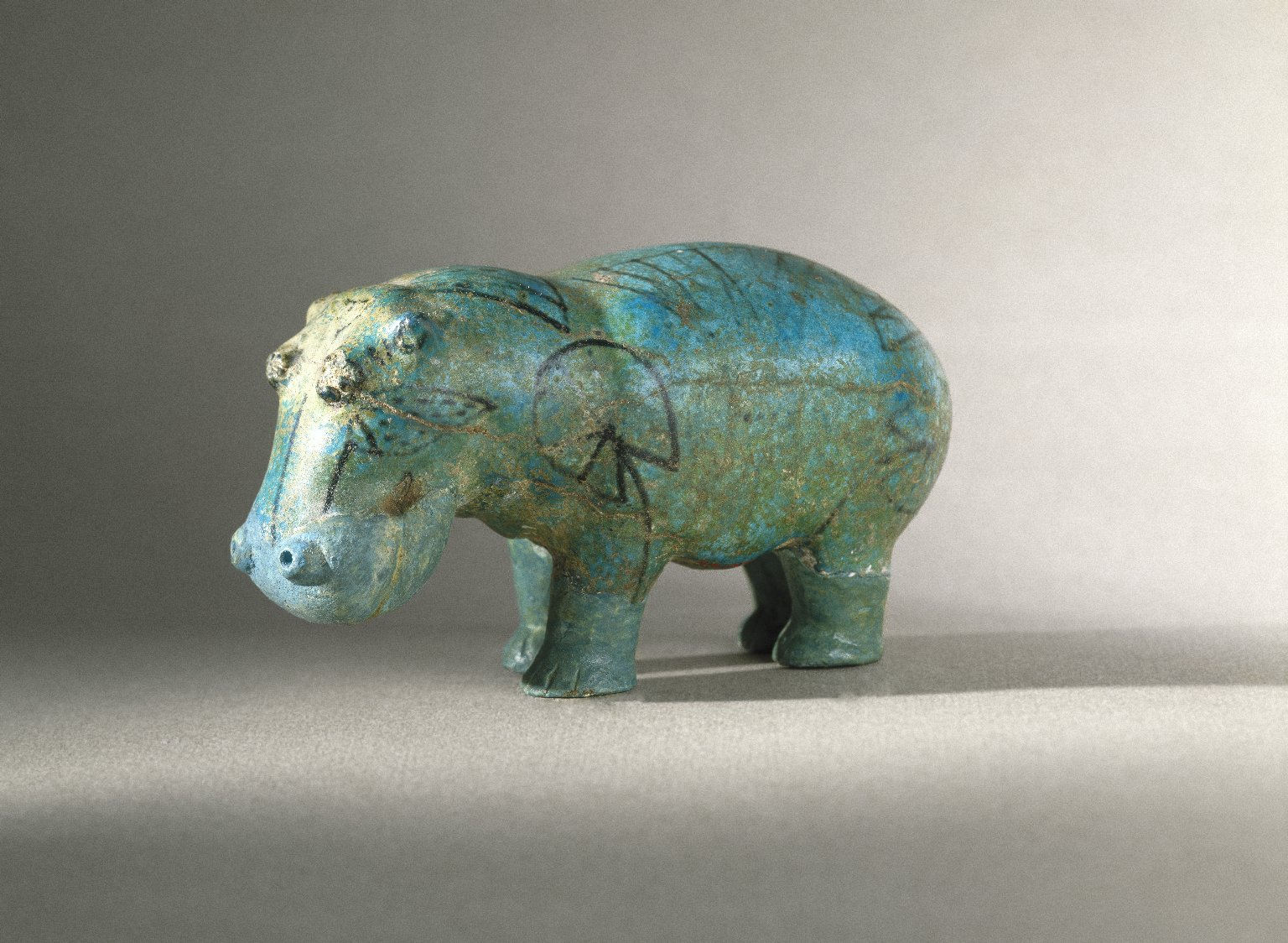
Hipopótamo, ca. 1938-1539 a. C., Museo de Brooklyn . Longitud: 10,8 cm, dinastía XII
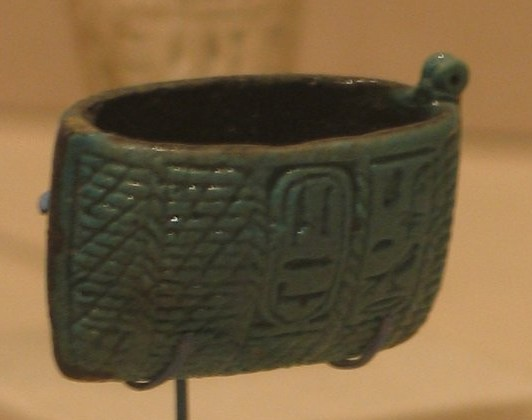
Cesta Shawabti, ca. 1400-1390 a. C., 59.33, Museo de Brooklyn. Canasta de loza azul profundo para un shabti, inscrita con el nombre de la "Gran Esposa Real Ti'a", Reina de Amenhotep II
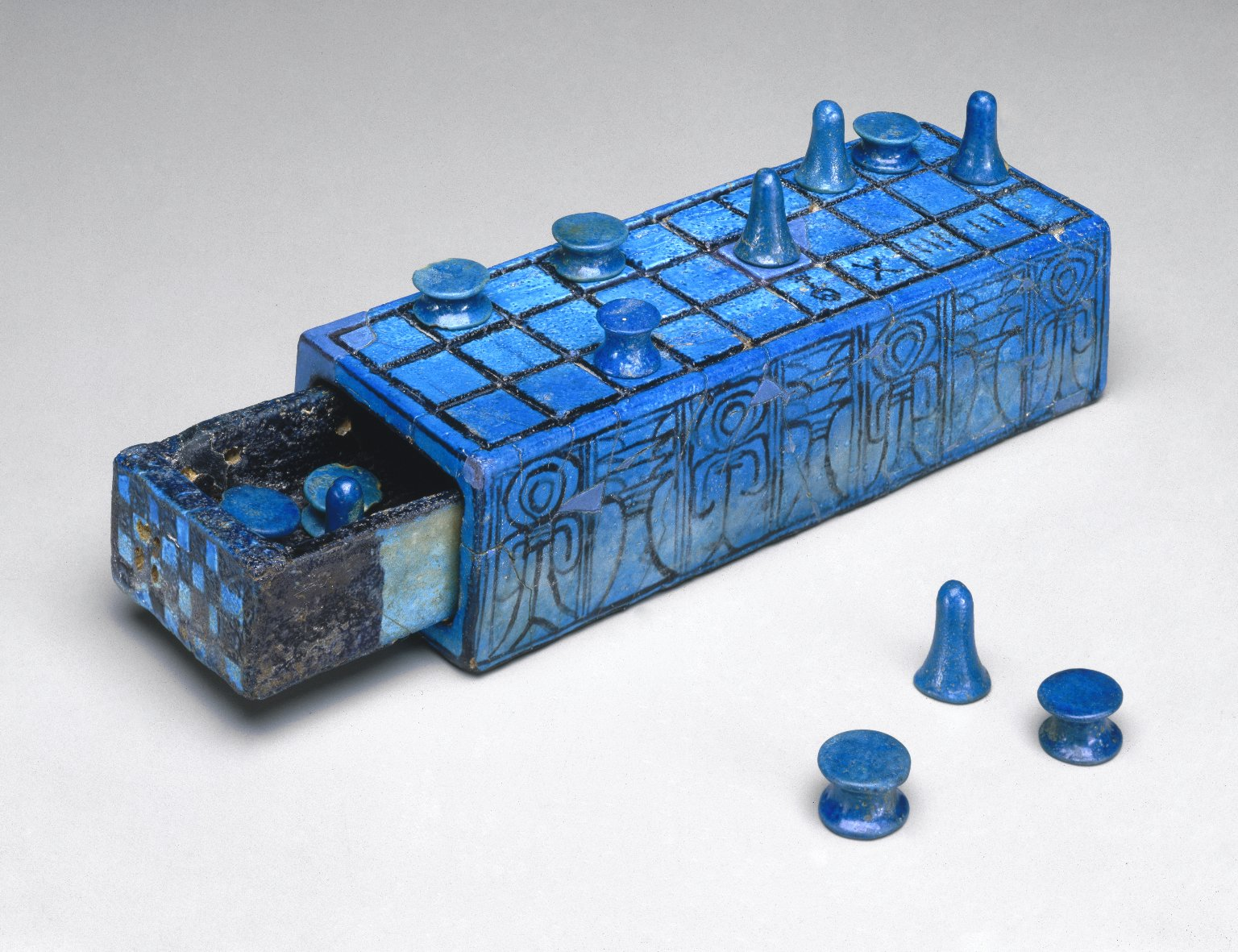
Tablero de juego Senet, con mostradores y cajón deslizante para contenerlos, ca. 1390-1353 a.C., Museo de Brooklyn. Loza azul con ornamento y marcas en negro. Inscrito con el nombre de Horus del rey Amenhotep III.